# Welcome 2 My Nightmare
Welcome 2 My Nightmare, é um álbum de estúdio de Alice Cooper, lançado em 13 de setembro de 2011. Ficou na posição de #22 da Billboard 200 é o álbum mais bem sucedida de Alice nos Estados Unidos desde de Hey Stoopid. A ideia para o álbum surgiu logo após o trigésimo aniversário do álbum Welcome To My Nightmare, enquanto Alice estava falando com o produtor Bob Ezrin, que propôs a ideia de uma sequência para Welcome To My Nightmare,  Alice gostou da ideia, e decidiu recrutar membros anteriores da banda Alice Cooper. O conceito do álbum foi descrito por Alice Cooper como "outro pesadelo, e este é ainda pior do que o último." Alice disse que ele tinha originalmente destinado a fazer uma sequela para o seu álbum anterior, Along Came a Spider. O álbum foi concluído em algum momento durante o início de 2011, com Cooper anunciando a sua conclusão em fevereiro de 2011 em seu programa de rádio, Nights with Alice Cooper. Foi primeiro programado para ser lançado no final de 2011, O álbum foi então anunciado como adiado e agendado para ser lançado em 2012, devido a compromissos de turnê de Alice, no entanto, foi finalmente lançado em 13 de setembro de 2011.

## Faixas

### Edição Standard
| Nº | Título                                      | Compositores                                                               | Tempo |
| -- | ------------------------------------------- | -------------------------------------------------------------------------- | ----- |
| 1  | I Am Made of You                            | Alice Cooper, Bob Ezrin, Desmond Child                                     | 5:32  |
| 2  | Caffeine                                    | Cooper, Ezrin, Tommy Henriksen, Keith Nelson                               | 3:23  |
| 3  | The Nightmare Returns                       | Cooper, Ezrin                                                              | 1:14  |
| 4  | A Runaway Train (feat. Vince Gill)          | Cooper, Ezrin, Dennis Dunaway                                              | 3:51  |
| 5  | Last Man on Earth                           | Cooper, Ezrin, Piggy D, David Spreng                                       | 3:47  |
| 6  | The Congregation (feat. Rob Zombie)         | Cooper, Ezrin, Henriksen                                                   | 3:59  |
| 7  | I'll Bite Your Face Off                     | Cooper, Ezrin, Henriksen, Neal Smith                                       | 4:25  |
| 8  | Disco Bloodbath Boogie Fever (feat. John 5) | Cooper, Ezrin, Henriksen                                                   | 3:35  |
| 9  | Ghouls Gone Wild                            | Cooper, Ezrin, Henriksen                                                   | 2:33  |
| 10 | Something to Remember Me By                 | Cooper, Dick Wagner                                                        | 3:16  |
| 11 | When Hell Comes Home                        | Cooper, Ezrin, Michael Bruce                                               | 4:29  |
| 12 | What Baby Wants (feat. Ke$ha)               | Cooper, Ezrin, Henriksen, Kesha                                            | 3:43  |
| 13 | I Gotta Get Outta Here (feat. Vince Gil)    | Cooper, Ezrin, Patterson Hood                                              | 4:20  |
| 14 | The Underture (Instrumental)                | Cooper, Ezrin, Henriksen, Child, Wagner,Jeremy Rubolino, Kelly Jay Fordham | 4:37  |

### Bônus Tracks
| Nº | Título                              | Compositores             | Tempo |
| -- | ----------------------------------- | ------------------------ | ----- |
| 15 | Under the Bed                       | Cooper, Ezrin, Henriksen | 4:00  |
| 16 | Poison" (Live at Download Festival) | Cooper, Child, McCurry   | 5:01  |

### Deluxe,Deluxe Digipak
| Nº | Título                                           | Compositores          | Tempo |
| -- | ------------------------------------------------ | --------------------- | ----- |
| 15 | We Gotta Get Out of This Place                   | Mann, Weil            | 3:09  |
| 16 | No More Mr. Nice Guy (Live at Download Festival) | Cooper, Bruce         | 3:14  |
| 17 | The Black Widow (Live at Download Festival)      | Cooper, Ezrin, Wagner | 5:24  |

### Edição Deluxe (Canada) /Edição Japão
| Nº | Título                                           | Compositores             | Tempo |
| -- | ------------------------------------------------ | ------------------------ | ----- |
| 15 | Under the Bed                                    | Cooper, Ezrin, Henriksen | 4:00  |
| 16 | Poison (Live At Download Festival)               | Cooper, Child, McCurry   | 5:01  |
| 17 | No More Mr. Nice Guy (Live at Download Festival) | Cooper, Bruce            | 3:14  |
| 18 | The Black Widow (Live at Download Festival)      | Cooper, Ezrin, Wagner    | 5:24  |

### Vinyl Edition
| Nº | Título   | Compositores | Tempo |
| -- | -------- | ------------ | ----- |
| 15 | Flatline |              | 3:27  |

### iTunes Edition
| Nº | Título                         | Compositores                     | Tempo |
| -- | ------------------------------ | -------------------------------- | ----- |
| 15 | A Bad Situation                | Cooper, Garric, Jim Bachi, Ezrin | 3:43  |
| 16 | We Gotta Get Out of This Place | Barry Mann, Cynthia Weil         | 3:09  |
| 17 | Dialogue – How They Came to Be | Cooper (interview)               | 25:42 |